# Bulb (fotografie)

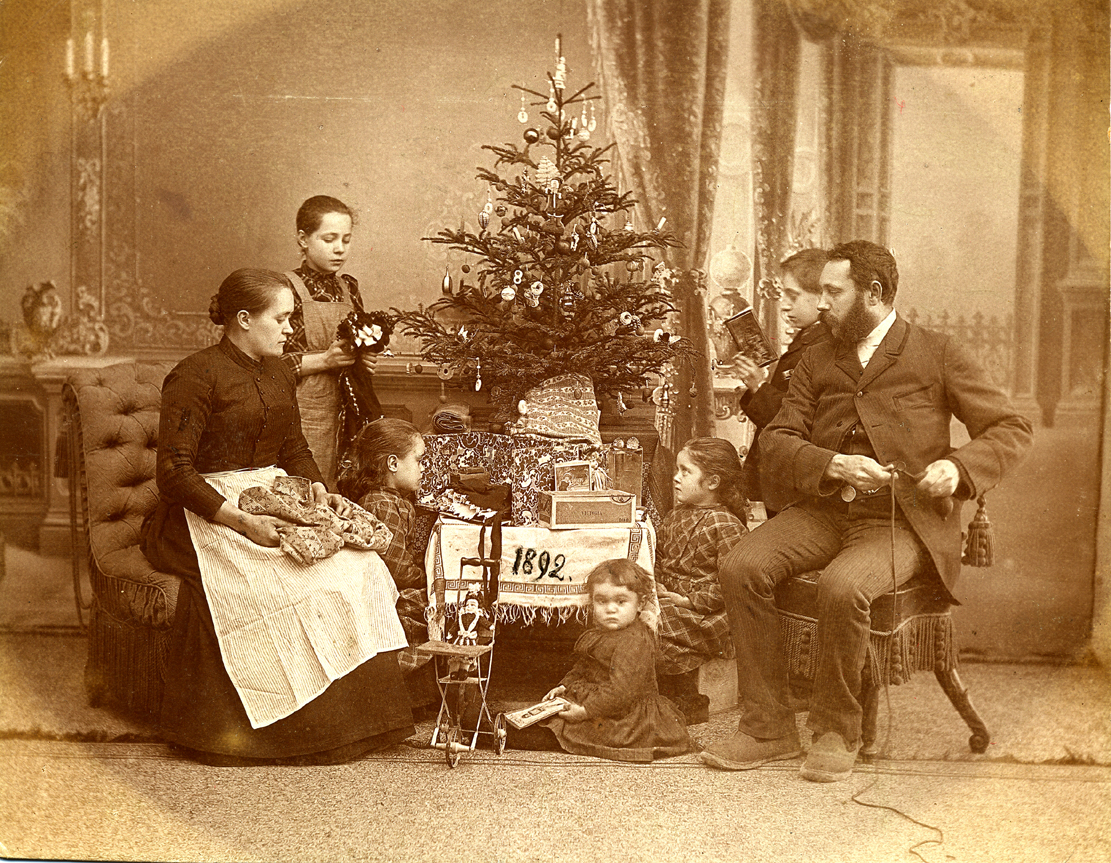
De man rechts maakt op afstand een foto van zijn gezin (1892).

Bulb – op een fotocamera aangeduid met de letter 'B' – is een sluitertijd-instelling. Wanneer deze instelling gebruikt wordt, zal de sluiter geopend blijven gedurende de tijdspanne dat de ontspanknop is ingedrukt.
Bij sommige oude fotocamera's komt men ook weleens de letter 'T' van tijdopname tegen. Deze knop werkt anders: wanneer deze wordt ingedrukt, dan opent de sluiter zich, en bij nogmaals indrukken wordt deze pas gesloten. Deze 'T'-instelling kan alleen worden gebruikt voor langere tijdopnamen en heeft daardoor andere/minder mogelijkheden dan de 'B'-instelling.

## Werking van een bulb-attribuut
Het woord bulb komt uit het Engels en betekent bal of bol. Vooral de eerste fotocamera's werden vroeger bediend met een rubberen bal waaraan een slangetje gemonteerd. Wordt de lucht uit zo'n bal geknepen, dan verplaatst deze zich door het slangetje en kan een sluitermechanisme worden bediend. Dit bulb- of luchtbal-attribuut maakt zo een pneumatisch-mechanische bediening mogelijk. Op oude(re) mechanische en semi-elektronische camera's kan men
- tijdopnamen maken van enkele seconden tot vele uren
- de camera bedienen op enige afstand
- de draadontspanner vervangen, waardoor minder mechanische trillingen op de camera zullen worden overgebracht

De reactietijd met behulp van een bulb is wel wat trager dan rechtstreekse of mechanische bediening.
Ook op moderne digitale camera's is vaak een 'B'-instelling aanwezig of deze heeft daar een andere benaming. Deze is dan te vinden onder het handmatige menu of de manuele instelling. De instelling heeft dan eerder de functie van een 'T'-instelling, omdat de draadontspanner vervangen wordt door de 2-seconde-zelfontspanner.

## Trivia
- Fotograaf Frank Beken bediende het bulb-attribuut door erop te bijten. Zo had hij zijn handen vrij om de camera in te stellen, te richten en zichzelf vast te houden aan zijn boot.